# Nielsen (entreprise)
Pour les articles homonymes, voir Nielsen.
 (août 2018).
Si vous disposez d'ouvrages ou d'articles de référence ou si vous connaissez des sites web de qualité traitant du thème abordé ici, merci de compléter l'article en donnant les références utiles à sa vérifiabilité et en les liant à la section « Notes et références ».
Nielsen est un groupe américain fondé en 1923 par Arthur Nielsen, ingénieur. Nielsen commercialise des prestations de marketing.

## Historique
(août 2018).
- 1923 : Création de la société Nielsen à Chicago[2].
- 1933 : Nielsen mesure les achats alimentaires en France[3].
- 1950 : Nielsen installe les premiers audiomètres à l'industrie radiophonique puis à la télévision[4].
- 1954 : Nielsen utilise les ordinateurs pour produire des données de mesure[5].
- 1959 : Implantation de Nielsen en France dirigée par Pierre Strauch jusqu'en 1982.
- 1977 : Nielsen est le premier à utiliser le code-barres pour les études de marché, en même temps qu'Infoscan d'IRJ-SECODIP[6].
- 1993 : Introduction en France du scanning dans le panel distributeurs[6].
- 2000 : Fondation avec Médiamétrie d'une société commune pour la mesure d'audience internet en France.
- 2013 : Couverture des prospectus dans un panel distributeurs en France.
- 2016 : Nielsen acquiert Repucom, qui deviendra Nielsen Sports.
- 2016 : Nielsen acquiert A3 Distrib.

En novembre 2019, Nielsen annonce la scission en deux de ses activités.
En novembre 2020, Nielsen annonce la vente de sa filiale Global Connect Unit au fonds d'investiseement  Advent International pour 2,7 milliards de dollars.

## Activités
Nielsen est présent dans les trois activités suivantes :
1. information marketing ;
2. information sur les médias (mesures d'audience) ;
3. information et salons professionnels.

Nielsen commercialise des prestations pour le management de la performance en fonction de ce que les consommateurs regardent et achètent (Watch & Buy). La division Watch de Nielsen fournit aux médias et annonceurs la mesure de l'audience à travers l'ensemble des écrans où du contenu (vidéo, audio, texte) est consommé. La division Buy fournit aux distributeurs et industriels de la grande consommation le suivi des performances en magasin.

## Informations économiques
- Chiffre d'affaires : 6,3 milliards de dollars (2016)
- Bénéfice net : 502 millions de dollars (2016)
- Nombre de salariés : 43 000 salariés (2016)

Nielsen fait partie du S&P 500.

### Filiales actuelles
- Nielsen Entertainment : fournit des études et des informations sur le marché des films, de la musique et des livres. Elle est composée de Nielsen BookScan, Nielsen Broadcast Data Systems, Nielsen EDI, Nielsen Music Control, Nielsen SoundScan, Nielsen VideoScan, Nielsen Sports.